# 拡散接合トランジスタ
拡散接合トランジスタ（かくさんせつごうトランジスタ、diffused junction transistor）とは、半導体基板（ウェハー）にドーパントを拡散させて形成するトランジスタのことである。
拡散プロセスは、バイポーラ接合トランジスタ（BJT）を作るための合金接合プロセスや成長接合プロセスよりも後に開発された。
なおベル研究所は、1954年に最初の試作品である拡散接合型バイポーラトランジスタを開発した。

## 前史
1947年12月にベル研究所で点接触型トランジスタが開発されたものの、品質(特に高周波特性)が安定せず、歩留まりも低いため、量産には適さなかった。その後、それらの欠点を改良した合金接合型、成長接合型のような接合型トランジスタが開発されたが、それらは高周波特性を高めるためにベース層を薄くする事が困難で品質も不安定だった。

## 当初はベースだけが拡散型
テキサス・インスツルメンツは1954年に最初の成長接合シリコントランジスタを作った。初期の拡散接合型トランジスタは、初期の合金接合トランジスタと同様、合金エミッタと、時には合金コレクタを備えていた。ベースだけが基板に拡散していた。基板がコレクタを形成することもあったが、フィルコのマイクロ合金拡散トランジスタのように、基板がベースの大部分を占めているトランジスタもあった。

## メサ型トランジスタ
同年にベル研究所のカルビン・フラーが太陽光パネルの開発の途上でダリル・チャピンと物理学者のジェラルド・ピアソンと共に、N型シリコンのウェハー上にホウ素の層を拡散させPN接合を形成することに成功した。
1955年、フラーらは同研究所でゲルマニウムやシリコンの基板上にドーパントを添加して3層のNPN型サンドイッチにしたメサ型トランジスタの開発に成功した。
カルビン・フラーは、二重拡散によってエミッタ、ベース、コレクタを直接形成する方法について、基本的な物理的理解を得た。この方法は、ベル研究所の科学史にまとめられている。
「フラーは、原子量の少ないアクセプターはドナーよりも速く拡散することを示し、表面濃度が適度に異なるドナーとアクセプターを同時に拡散させることでn-p-n構造を実現することを示した。最初のn層（エミッタ）は、ドナー（例えばアンチモン）の表面濃度が高いために形成され、その先に形成されたベースは、アクセプター（例えばアルミニウム）の拡散がより速いためである。ベース層の内側（コレクタ）の境界は、拡散したアルミニウムが元のシリコンのn型バックグラウンドドーピングを過剰に補償しなくなったところに現れる。出来上がったトランジスタのベース層は、厚さ4μmで、カットオフ周波数は120MHzであった」
これらのトランジスタは、拡散ベースと拡散エミッタの両方を持つ最初のトランジスタであった。しかし、初期のトランジスタと同様、コレクタ・ベース接合部の端が露出しているため、表面汚染によるリークに敏感で、トランジスタの経年劣化を防ぐために気密封止や不動態化が必要だった。

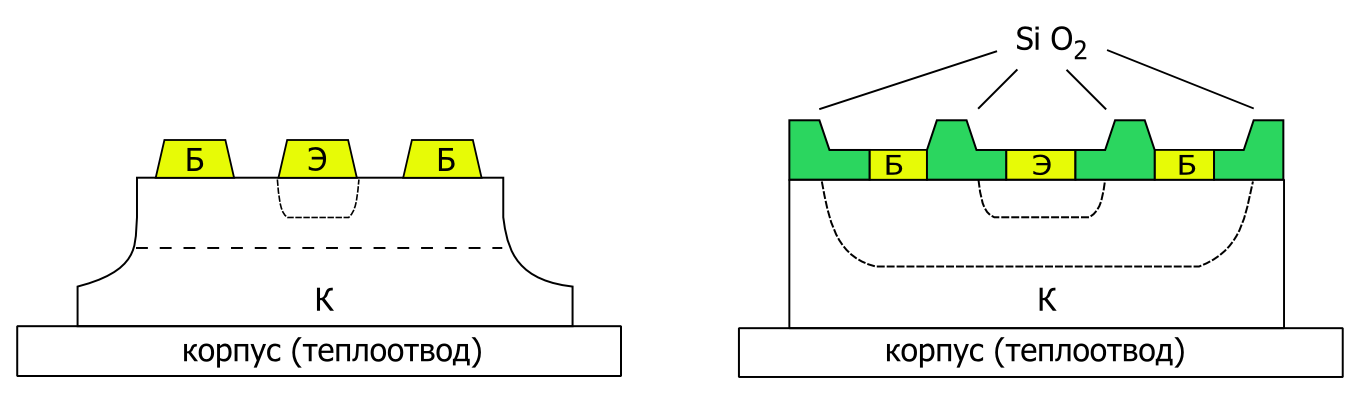
メサ型（左）とプレーナー型（右）トランジスタの比較。寸法は模式的に示している。

## プレーナー型トランジスタ

プレーナーnpnバイポーラ接合トランジスタ の断面模式図。

1957年にベル研究所のカール・フロッシュとリンカーン・デリックによって選択拡散法（ガス拡散法）が開発された事によりベース層を薄くする事が可能になり、1959年5月にフェアチャイルド・セミコンダクターのジャン・ヘルニがSi接合型トランジスタの製法としてプレーナー型トランジスタを開発した。また、合金型トランジスタのように両面に拡散する必要がなく、メサ型トランジスタのように台形に削る工程がないので生産性も優れていた。プレーナー プロセスは、大量生産のモノリシック集積回路を可能にした。
プレーナー型トランジスタは、接合部のエッジを汚れから守るためにシリカの不動態層があるため、トランジスタの経時的な特性劣化の心配がなく、安価なプラスチックパッケージが可能となった。
初期のプレーナー型トランジスタは、当時の合金接合型トランジスタよりもスイッチング速度がはるかに遅かったが、合金接合型トランジスタでは不可能だった大量生産が可能だったため、コストが大幅に下がり、プレーナー型トランジスタの特性は急速に向上し、それまでのトランジスタの特性をあっという間に超えて、それ以前のトランジスタは時代遅れとなった。